# Lac de Palić
Le lac de Palić (en serbe : Palićko jezero, Палићко језеро, en hongrois Palicsi-tó) est un lac situé à 8 kilomètres de Subotica, près de la ville de Palić, en Serbie.

## Histoire
Le lac de Palić est vanté par les habitants comme étant le dernier vestige de la Mer de Pannonie.

## Géographie
Il recouvre une surface de 3,8 km2 et sa profondeur moyenne est de 2 m.
Les côtes du lac ont été aménagées (parcours cyclistes, centres de spa) et le lac est la destination touristique la plus populaire de Voïvodine et la cinquième plus populaire de Serbie. Les sources d’eaux minérales sont à une température de 25 °C et la boue du lac est riche en substances minérales aux propriétés curatives.